# Чемпионат мира по спортивному ориентированию на лыжах среди юниоров
Чемпионат мира по спортивному ориентированию на лыжах среди юниоров (англ. Junior World Ski Orienteering Championships) проводился впервые в 1994 году. С 1998 года чемпионат проводится ежегодно. Участники соревнований представляют страны, являющиеся членами Международной федерации спортивного ориентирования (IOF).

## Места проведения чемпионатов
| Год  | Дата                  | Место проведения                   |
| ---- | --------------------- | ---------------------------------- |
| 1994 |                       | Рованиеми, Финляндия               |
| 1996 | 5-12 февраля          | Банска-Бистрица/Доновалы, Словакия |
| 1998 |                       | Велегож, Россия                    |
| 1999 | 1-7 марта             | Юндола, Болгария                   |
| 2000 | 31 января — 6 февраля | Банска-Бистрица, Словакия          |
| 2001 | 11-18 февраля         | Трентино, Италия                   |
| 2002 | 27 января — 3 февраля | Яблонец-над-Нисоу/ Гаррахов, Чехия |
| 2003 | 17-23 февраля         | Санкт-Петербург, Россия            |
| 2004 | 19-25 января          | Вуокатти, Финляндия                |
| 2005 | 23-29 января          | Шчанф, Швейцария                   |
| 2006 | 20-27 февраля         | Иваново, Россия                    |
| 2007 | 11-18 февраля         | Зальцбург, Австрия                 |
| 2008 | 11-18 февраля         | Доспат, Болгария                   |
| 2009 | 25 января — 1 февраля | Даларна, Швеция                    |
| 2010 | 8-15 февраля          | Меркуря-Чук, Румыния               |
| 2011 | 31 января — 6 февраля | Лиллехаммер, Норвегия              |
| 2012 | 20 — 26 февраля       | Сумы, Украина                      |
| 2013 | 11- 18 февраля        | Мадона, Латвия                     |

## Классическая (длинная) дистанция

### Мужчины
| Год  | Чемпион               | Серебряный призёр              | Бронзовый призёр | Примечания     |
| ---- | --------------------- | ------------------------------ | ---------------- | -------------- |
| 1994 | Петер Фредрикссон     | Тапани Партанен                | Пер Энгстрём     |                |
| 1996 | Матти Кескинаркаус    | Стиан Хогнестад                | Ильшат Гимранов  |                |
| 1998 | Руслан Грицан         | Сергей Осипов Виталий Хомченко |                  |                |
| 1999 | Топи Суомалайнен      | Василий Глухарёв               | Петер Арнессон   |                |
| 2000 | Петри Киискинен       | Марк Лауэнстайн                | Яри Силлман      |                |
| 2001 | Кирилл Веселов        | Ремо Фишер                     | Михаил Сорокин   |                |
| 2002 | Михаил Сорокин        | Антон Смирнов                  | Стаффан Тунис    |                |
| 2003 | Йонне Лехто           | Николай Москаленко             | Алексей Бортник  |                |
| 2004 | Йонне Лехто           | Эрик Рост                      | Юсси Симула      |                |
| 2005 | Эрик Рост             | Алексей Кожемякин              | Андрей Ламов     |                |
| 2006 | Андрей Ламов          | Тарас Кащук                    | Магне Дэли       | 17.9 км, 22 КП |
| 2007 | Тарас Кащук           | Олли-Маркус Тайваннен          | Даниэль Нордебо  | 12.0 км, 25 КП |
| 2008 | Станимир Беломажев    | Олли-Маркус Тайваннен          | Тарас Кащук      |                |
| 2009 | Олли-Маркус Тайваннен | Ханс-Йорген Квале              | Лео Лааконен     | 16.2 км, 18 КП |
| 2010 | Михаил Уткин          | Антон Xёквист                  | Давид Беймер     |                |
| 2011 | Даниэль Свенссон      | Антон Xёквист                  | Глеб Тихонов     |                |
| 2012 | Андреас Хольмберг     | Алексей Попов                  | Ульрик Нордберг  |                |
| 2013 | Лаури Ненонен         | Ульрик Нордберг                | Туомас Котро     |                |

### Женщины
| Год  | Чемпион             | Серебряный призёр                  | Бронзовый призёр  | Примечания     |
| ---- | ------------------- | ---------------------------------- | ----------------- | -------------- |
| 1994 | Лииза Антилла       | Элла Хейко                         | Лина Бёрьес       |                |
| 1996 | Ханна Косонен       | Анне Маргрете Хаускен              | Татьяна Наумова   |                |
| 1998 | Еря Йокинен         | Катя Раяниеми                      | Ханнеле Вальконен |                |
| 1999 | Катя Раяниеми       | Мари Лёнд                          | Анна Устинова     |                |
| 2000 | Екатерина Чижикова  | Кирси Ванхалакка                   | Айно-Мария Хирви  |                |
| 2001 | Екатерина Чижикова  | Лена Элиассон                      | Кирси Ванхалакка  |                |
| 2002 | Екатерина Чижикова  | Катри Метала                       | Ева Бехмова       |                |
| 2003 | Елена Гранд         | Лаура Сальми                       | Сари Суомолайнен  |                |
| 2004 | Валентина Лебедева  | Ольга Новикова                     | Ленка Хрускова    |                |
| 2005 | Ева Свенссон        | Ольга Новикова Анастасия Кравченко |                   |                |
| 2006 | Анастасия Кравченко | Татьяна Козлова                    | Ева Свенссон      | 10.7 км, 18 КП |
| 2007 | Ева Свенссон        | Хелена Сёдерлунд                   | Хана Хансикова    | 9.9 км, 20 КП  |
| 2008 | Алёна Чукарёва      | Юдит Видер                         | Екатерина Мунина  |                |
| 2009 | Татьяна Медведева   | Туве Александерссон                | Мария Нордстрём   | 9.3 км, 8 КП   |
| 2010 | Барбро Квале        | Мария Нордстрём                    | Мария Аспрустен   |                |
| 2011 | Барбро Квале        | Туве Александерссон                | Марьют Турунен    |                |
| 2012 | Туве Александерссон | Анна Ульвенсоэн                    | Салла Коскела     |                |
| 2013 | Фрида Сандберг      | Оона Вальконен                     | Линда Линквист    |                |

## Короткая (средняя) дистанция

### Мужчины
| Год  | Чемпион               | Серебряный призёр      | Бронзовый призёр  | Примечания                |
| ---- | --------------------- | ---------------------- | ----------------- | ------------------------- |
| 1994 | Тапани Партанен       | Петер Фредрикссон      | Веса Варис        |                           |
| 1996 | Мика Хаккарайнен      | Матти Кескинаркаус     | Якуб Водразка     |                           |
| 1998 | Руслан Грицан         | Маркус Кайну           | Виталий Хомченко  |                           |
| 1999 | Олаф Бакен-Хагелия    | Паси Киискинен         | Эрик Виберг       |                           |
| 2000 | Василий Глухарёв      | Давид Андерссон        | Петер Арнессон    |                           |
| 2001 | Давид Андерссон       | Ремо Фишер             | Кирилл Веселов    |                           |
| 2002 | Туукка Туркка         | Стаффан Тунис          | Вадим Толстопятов |                           |
| 2003 | Туукка Туркка         | Алексей Кожемякин      | Пяр Хаггстрём     |                           |
| 2004 | Йонне Лехто           | Андрей Ламов           | Эрик Рост         |                           |
| 2005 | Эрик Рост             | Юсси Симула            | Павел Уткин       |                           |
| 2006 | Андрей Ламов          | Олли-Маркус Тайваннен  | Магне Дэхли       | 7.45 км, 15 КП            |
| 2007 | Тарас Кащук           | Уве Сетра              | Томас Карлссон    | 6.3 км, 20 КП             |
| 2008 | Станимир Беломажев    | Лео Лааконен           | Валерий Глухов    | 8.2 км, 18 КП             |
| 2009 | Олли-Маркус Тайваннен | Лео Лааконен           | Густав Нордстрём  | 7.5 км, 16 КП             |
| 2010 | Михаил Уткин          | Расмус-Корвальд Скааре | Ветле-Рууд Бротен |                           |
| 2011 | Антон Сьёквист        | Адам Карлссон          | Даниэль Свенссон  |                           |
| 2012 | Андреас Хольмберг     | Алексей Попов          | Даниэль Свенссон  |                           |
| 2013 | Миса Туомала          | Йонас Баккен           | Туомас Котро      | фото (недоступная ссылка) |

### Женщины
| Год  | Чемпион             | Серебряный призёр   | Бронзовый призёр           | Примечания                |
| ---- | ------------------- | ------------------- | -------------------------- | ------------------------- |
| 1994 | Лииза Анттила       | Ирина Онищенко      | Анниса Кливнерт            |                           |
| 1996 | Ханна Косонен       | Ольга Порозова      | Анника Бьёрк               |                           |
| 1998 | Анна Устинова       | Мария Бергквист     | Анна Воробьёва             |                           |
| 1999 | Анна Устинова       | Катя Рияниеми       | Салла Лехто                |                           |
| 2000 | Анна-Мария Хирви    | Екатерина Чижикова  | Салла Лехто                |                           |
| 2001 | Мария Бергквист     | Светлана Швецова    | Мартиина Йоэнсуу           |                           |
| 2002 | Екатерина Чижикова  | Мария Горшкова      | Елена Гранд                |                           |
| 2003 | Елена Гранд         | Эмили Эклёф         | Мартиина Йоэнсуу           |                           |
| 2004 | Ольга Новикова      | Валентина Лебедева  | Юлия Бронникова            |                           |
| 2005 | Ева Свенссон        | Ольга Новикова      | Пернилла Тунис             |                           |
| 2006 | Татьяна Козлова     | Анастасия Кравченко | Мария Шилова               | 5.27 км, 13 КП            |
| 2007 | Ева Свенссон        | Ольга Трифанова     | Хелена Сёдерлунд           | 4.9 км, 15 КП             |
| 2008 | Симона Карохова     | Екатерина Мунина    | Христина Ловальд-Хелльберг | 6.4 км, 14 КП             |
| 2009 | Мария Нордстрём     | Туве Александерссон | Мари Аспрустен             | 6.3 км, 14 КП             |
| 2010 | Барбро Квале        | Мари Аспрустен      | Екатерина Ситухина         |                           |
| 2011 | Туве Александерссон | Барбро Квале        | Марьют Турунен             |                           |
| 2012 | Туве Александерссон | Анна Нархи          | Марьют Турунен             |                           |
| 2013 | Фрида Сандберг      | Дайси Кудре         | Эвелина Викбом             | фото (недоступная ссылка) |

## Спринт

### Мужчины
| Год  | Чемпион               | Серебряный призёр        | Бронзовый призёр      | Примечания    |
| ---- | --------------------- | ------------------------ | --------------------- | ------------- |
| 2005 | Эрик Рост             | Станислав Чеха           | Густав Халл           |               |
| 2006 | Андрей Ламов          | Тарас Кащук              | Олли-Маркус Тайвайнен | 2.81 км, 9 КП |
| 2007 | Олли-Маркус Тайвайнен | Тарас Кащук              | Йохан Эдин            | 3.0 км, 12 КП |
| 2008 | Синдр Хаверстад       | Александр Верещагин      | Ханс-Йорген Клаве     | 3.6 км, 7 КП  |
| 2009 | Олли-Маркус Тайвайнен | Густав Нордстрём         | Ханс-Йорген Клаве     | 3.0 км, 9 КП  |
| 2010 | Степан Малиновский    | Михаил Уткин Юрий Языков |                       |               |
| 2011 | Глеб Тихонов          | Туомас Котро             | Даниэль Свенссон      |               |
| 2012 | Андреас Хольмберг     | Миса Туомала             | Линус Рапп            |               |
| 2013 | Ульрик Нордберг       | Хофтус Даг               | Лаури Ненонен         |               |

### Женщины
| Год  | Чемпион             | Серебряный призёр          | Бронзовый призёр    | Примечания    |
| ---- | ------------------- | -------------------------- | ------------------- | ------------- |
| 2005 | Татьяна Козлова     | Анастасия Кравченко        | Алёна Трапезникова  |               |
| 2006 | Татьяна Козлова     | Мария Шилова               | Анастасия Кравченко | 2.45 км, 9 КП |
| 2007 | Ханна Хансикова     | Хелена Сёдерлунд           | Eva Svensson        | 2.7 км, 9 КП  |
| 2008 | Ханна Хансикова     | Христина Ловальд Хелльберг | Кристина Нордебо    | 3.1 км, 6 КП  |
| 2009 | Мария Нордстрём     | Татьяна Медведева          | Тамара Ежкова       | 2.5 км, 8 КП  |
| 2010 | Мария Нордстрём     | Мария Аспрустен            | Анастасия Свирь     |               |
| 2011 | Туве Александерссон | Барбро Квале               | Марьют Турунен      |               |
| 2012 | Туве Александерссон | Барбро Квале               | Марьют Турунен      |               |
| 2013 | Фрида Сандберг      | Линда Линквист             | Андрина Беньяминсен |               |

## Эстафета

### Мужчины
| Год  | Чемпион                                                                   | Серебряный призёр                                                      | Бронзовый призёр                                                        |
| ---- | ------------------------------------------------------------------------- | ---------------------------------------------------------------------- | ----------------------------------------------------------------------- |
| 1994 | Швеция · Martin Sellberg · Per Engström · Peter Fredriksson               | Финляндия · Aki Väisänen · Vesa Varis · Tapani Partanen                | Россия · Алексей Шипов · Александр Отинов · Максим Терешин              |
| 1996 | Финляндия · Toni Pikkarainen · Mika Hakkarainen · Матти Кескинаркаус      | Норвегия · Arne Roste · Erling Lefsaker · Stian Hognestad              | Чехия · Lukas Prinda · Ondrej Vodrazka · Jakub Vodrazka                 |
| 1998 | Швеция · Peter Dahlberg · Jörgen Sigfrids · Johan Nordlund                | Норвегия · Arne Roste · Geir Odegard · Trygve Hermansen                | Эстония · Margus Hallik · Taavi Nurm · Canter Värton                    |
| 1999 | Финляндия · Pasi Kiiskinen · Markus Kainu · Topi Suomalainen              | Швеция · Peter Arnesson · Erik Wiberg · Peter Dahlberg                 | Швейцария · Marc Lauenstein · Remo Fischer · Boris Fischer              |
| 2000 | Швейцария · Marc Lauenstein · Remo Fischer · Boris Fischer                | Швеция · Erik Engvall · David Andersson · Peter Arnesson               | Россия · Александр Курышев · Антон Протасевич · Василий Глухарёв        |
| 2001 | Норвегия · Øystein Kvaal Østerbø · Olav Bakken Hagelia · Torbjörn Sagberg | Швеция · Erik Engvall · Jörgen Johansson · David Andersson             | Россия · Кирилл Веселов · Антон Смирнов · Михаил Сорокин                |
| 2002 | Финляндия · Tuukka Turkka · Jonne Lehto · Staffan Tunis                   | Россия · Кирилл Веселов · Вадим Толстопятов · Антон Смирнов            | Чехия · Tomas Redlich · Stanislav Rauch · Jiri Bouchal                  |
| 2003 | Россия · Алексей Бортник · Денис Ибрагимов · Алексей Кожемякин            | Финляндия · Tuukka Turkka · Ilkka Torniainen · Jonne Lehto             | Швеция · Pär Häggström · Martin Hammarberg · Erik Rost                  |
| 2004 | Финляндия · Jouko Liuha · Jussi Simula · Jonne Lehto                      | Швеция · Pär Häggström · Erik Rost · Martin Johansson                  | Россия · Алексей Кожемякин · Павел Уткин · Андрей Ламов                 |
| 2005 | Россия · Алексей Кожемякин · Станислав Чеха · Андрей Ламов                | Швеция · Gustav Hall · Pär Häggström · Erik Rost                       | Финляндия · Олли-Маркус Тайваннен · Jussi Simula · Jouko Liuha          |
| 2006 | Россия · Александр Салаткин · Тарас Кащук · Андрей Ламов                  | Норвегия · Øyvind Watterdal · Ove Sætra · Magne Dæhli                  | Финляндия · Simo Turunen · Juho-Matti Taivainen · Олли-Маркус Тайваннен |
| 2007 | Швеция · Daniel Nordebo · Thomas Carlsson · Johan Edin                    | Норвегия · Ove Sætra · Hans Jørgen Kvåle · Øyvind Watterdal            | Финляндия · Vili Virtanen · Simo Turunen · Олли-Маркус Тайваннен        |
| 2008 | Финляндия · Taneli Pantsar · Leo Laakkonen · Олли-Маркус Тайваннен        | Норвегия · Rasmus Korvald Skåre · Sindre Haverstad · Hans Jørgen Kvåle | Швеция · David Bejmer · Erik Blomgren · Gustav Nordström                |
| 2009 | Финляндия · Taneli Pantsar · Leo Laakkonen · Олли-Маркус Тайваннен        | Норвегия · Jonas Juveli · Vetle Rud Bråten · Hans Jørgen Kvåle         | Россия · Иван Повышев · Юрий Казаков · Егор Зорин                       |
| 2010 | Швеция · Anton Sjökvist · Erik Blomgren · Daniel Svensson                 | Норвегия · Eskil Kinneberg · Rasmus Korvald Skaare · Vetle Ruud Bråten | Финляндия · Antti Vainio · Peter Sundelin · Taneli Pantsar              |
| 2011 | Швеция · Adam Karlsson · Anton Sjökvist · Daniel Svensson                 | Финляндия · Lauri Linnainmaa · Peter Sundelin · Tuomas Kotro           | Норвегия · Jørgen Madslien · Johannes Hov Høydal · Eskil Kinneberg      |
| 2012 | Швеция · Markus Lundholm · Joar Svartholm · Jonas Larsson                 | Финляндия · Tommi Reponen · Misa Tuomala · Tuomas Kotro                | Россия · Дмитрий Шалахин · Вячеслав Пылаев · Алексей Попов              |
| 2013 | Финляндия · Tuomas Kotro · Misa Tuomala · Lauri Nenonen                   | Россия · Александр Павленко · Сергей Горланов · Владислав Киселёв      | Норвегия · Jonas Bakken · Lofthus Dag · Jorgen Madslien                 |

### Женщины
| Год  | Чемпион                                                                    | Серебряный призёр                                                       | Бронзовый призёр                                                           |
| ---- | -------------------------------------------------------------------------- | ----------------------------------------------------------------------- | -------------------------------------------------------------------------- |
| 1994 | Финляндия · Ella Heiko · Maria Karjalainen · Liisa Anttila                 | Норвегия · Monica Aas · Stine Kirkevik · Anne Margrethe Hausken         | Швеция · Annica Clevnert · Frida Feil · Lina Börjes                        |
| 1996 | Норвегия · Kristin Uggen · Stine Kirkevik · Anne Margrethe Hausken         | Чехия · Hana Ryglova · Barbora Chudíková · Tereza Kucharova             | Финляндия · Hannele Valkonen · Hanna-Maija Mäkelä · Hanna Kosonen          |
| 1998 | Финляндия · Hannele Valkonen · Erja Jokinen · Katja Rajaniemi              | Швеция · Maria Bergkvist · Ida Holmgren-Wikström · Marie Lund           | Норвегия · Heidi Ackenhausen · Anne Rustad · Marte Reenaas                 |
| 1999 | Финляндия · Erja Jokinen · Salla Lehto · Katja Rajaniemi                   | Россия · Екатерина Шарапова · Екатерина Чижикова · Анна Воробьёва       | Швеция · Maria Bergkvist · Karin Kjellman · Marie Lund                     |
| 2000 | Финляндия · Salla Lehto · Kirsi Vanhalakka · Aino-Maria Hirvi              | Россия · Светлана Швецова · Екатерина Чижикова · Анна Устинова          | Швеция · Karin Kjellman · Maria Bergkvist · Marie Lund                     |
| 2001 | Финляндия · Katri Mehtälä · Marttiina Joensuu · Kirsi Vanhalakka           | Россия · Светлана Швецова · Елена Нифакина · Екатерина Чижикова         | Швеция · Kajsa Dahlberg · Lena Eliasson · Maria Bergkvist                  |
| 2002 | Россия · Мария Горшкова · Елена Гранд · Екатерина Чижикова                 | Финляндия · Marttiina Joensuu · Outi-Maria Saastamoinen · Katri Mehtälä | Чехия · Lenka Hrušková · Daniela Zlesáková · Eva Böhmová                   |
| 2003 | Россия · Валентина Лебедева · Ольга Новикова · Анна Озерская               | Финляндия · Laura Salmi · Pinja Satri · Marttiina Joensuu               | Швеция · Ida Arnesson · Johanna Edin · Emelie Eklöf                        |
| 2004 | Россия · Валентина Лебедева · Юлия Бронникова · Ольга Новикова             | Финляндия · Linda Sundqvist · Paula Iso-Markku · Pernilla Tunis         | Швеция · Monica Lund · Josefine Engström · Emma Olofsson                   |
| 2005 | Россия · Татьяна Козлова · Анастасия Кравченко · Ольга Новикова            | Швеция · Emma Olofsson · Хелена Сёдерлунд · Eva Svensson                | Норвегия · Ingvild Tomta · Marianne Mellbye Larsen · Kari Rommen Syvertsen |
| 2006 | Россия · Анастасия Кравченко · Мария Шилова · Татьяна Козлова              | Швеция · Emma Olofsson · Хелена Сёдерлунд · Eva Svensson                | Чехия · Hana Hancíková · Simona Karochová · Lenka Mechlová                 |
| 2007 | Швеция · Stina Häggström · Хелена Сёдерлунд · Eva Svensson                 | Чехия · Michaela Maresova · Lenka Mechlová · Hana Hancíková             | Финляндия · Katja Vanhalakka · Tiia Tallila · Anni Honkimaa                |
| 2008 | Россия · Татьяна Мендель · Алёна Чукарёва · Екатерина Мунина               | Финляндия · Anni Honkimaa · Heini Papinsaari · Katja Vanhalakka         | Норвегия · Barbro Kvåle · Maren Haverstad · Anette Baklid                  |
| 2009 | Швеция · Christina Lövald-Hellberg · Туве Александерссон · Maria Nordström | Финляндия · Mira Kaskinen · Heini Papinsaari · Maarit Turunen           | Чехия · Michaela Maresova · Ivana Bochenkova · Zuzana Kubatova             |
| 2010 | Швеция · Magdalena Olsson · Туве Александерссон · Maria Nordström          | Россия · Анастасия Свирь · Тамара Ежкова · Екатерина Ситухина           | Норвегия · Maren Haverstad · Marie Asprusten · Barbro Kvåle                |
| 2011 | Норвегия · Audhild Bakken Rognstad · Anna Ulvensøen · Barbro Kvåle         | Финляндия · Milka Leppäsalmi · Sonja Mörsky · Marjut Turunen            | Швеция · Bente Rost · Lisa Lindgren · Туве Александерссон                  |
| 2012 | Швеция · Frida Sandberg · Linda Lindkvist · Туве Александерссон            | Норвегия · Marta Ulvensoen · Maren Jansson Haverstad · Anna Ulvensoen   | Финляндия · Salla Koskela · Marjut Turunen · Anna Närhi                    |
| 2013 | Норвегия · Marta Ulvensoen · Anna Ulvensoen · Andrine Benjaminsen          | Швеция · Evelina Wickbom · Linda Lindkvist · Frida Sandberg             | Россия · Алина Хуснутдинова · Шойра Рузиева · Любовь Баландина             |